# John Griffith Wray
John Griffith Wray, nato John Malloy  (Minneapolis, 30 agosto 1881 – Los Angeles, 15 luglio 1929), è stato un regista e sceneggiatore statunitense teatrale e cinematografico.
Nel 1926, produsse per la Fox Film Corporation un film di cui era anche regista, The Gilded Butterfly.

## Filmografia

### Regista
- The Shark God (1913)
- Hawaiian Love (1913)
- Homespun Folks (1920)
- Lying Lips (1921)
- Beau Revel (1921)
- Contro corrente (Hail the Woman) (1921)
- What a Wife Learned (1923)
- Soul of the Beast (1923)
- Human Wreckage, co-regia di, non accreditata, Dorothy Davenport (1923)
- Her Reputation (1923)
- Anna Christie (1923)
- The Marriage Cheat  (1924)
- The Winding Stair (1925)
- The Gilded Butterfly (1926)
- Hell's Four Hundred (1926)
- Singed (1927)
- The Gateway of the Moon (1928)
- The Careless Age (1929)
- A Most Immoral Lady (1929)

### Sceneggiatore
- Alibi, regia di Roland West - lavoro teatrale (1929)
- The Sap from Syracuse, regia di A. Edward Sutherland - lavoro teatrale (1930)

### Produttore
- The Gilded Butterfly, regia di John Griffith Wray (1926